# Lobophora planicolor
Lobophora planicolor är en fjärilsart som beskrevs av Barend J. Lempke 1969. Lobophora planicolor ingår i släktet Lobophora och familjen mätare. Inga underarter finns listade i Catalogue of Life.